# 寿々喜座
寿々喜座（すずきざ）は、愛知県碧南市（旧大浜町域）にあった劇場・映画館。1879年（明治12年）に大浜村営劇場の蓬莱座（ほうらいざ）として開館し、1902年（明治35年）に民間に譲渡されて寿々喜座に改称、1963年（昭和38年）に閉館した。

## 歴史

### 蓬莱座
碧海郡大浜村の林泉寺の前の土地に、1879年（明治12年）に大浜村営劇場の蓬莱座（ほうらいざ）が開館した。現在の碧南市域初の劇場である。やがて蓬莱座は経営難となり、156円で鈴木喜三郎に売却された。

### 寿々喜座

#### 戦前

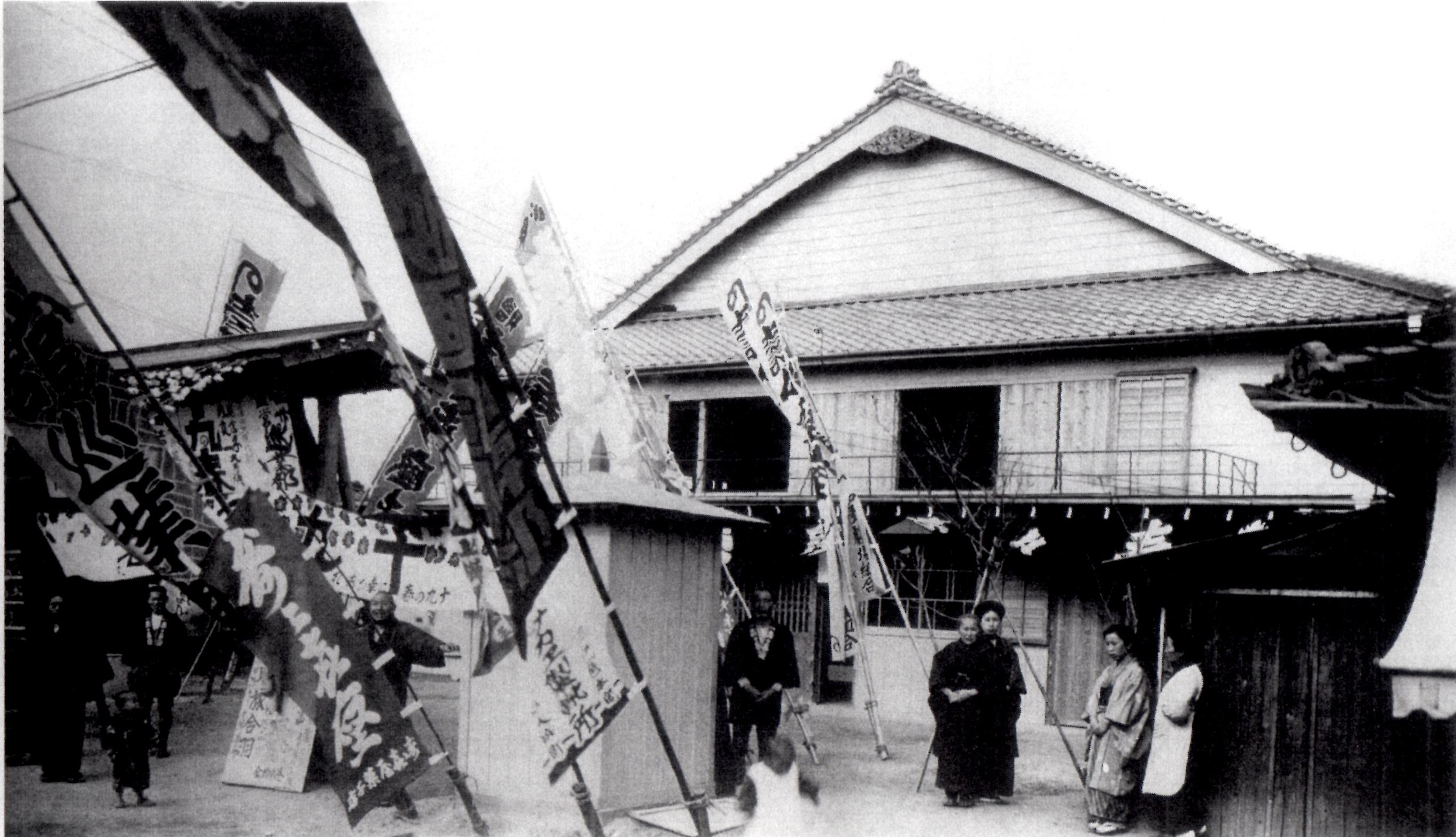
1934年に再建された寿々喜座

鈴木喜三郎は1902年（明治35年）に約300m北の大浜村字六供に新築移転させ、自身の名前から寿々喜座（すずきざ）に改称した。寿々喜座では主に浪花節や軽演劇が上演され、「浪花節は寿々喜座」と言われるほどの評判を得た。

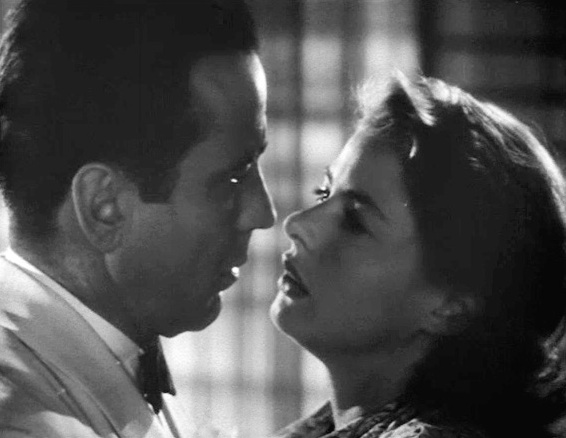
寿々喜座でも上映された『カサブランカ』（1942年）。主演のハンフリー・ボガート（写真左）とイングリッド・バーグマン

1932年（昭和7年）には火災で焼失し、1934年（昭和9年）に再建されて営業を再開した。地元の古老は『望郷』（1937年・ジュリアン・デュヴィヴィエ監督）、『哀愁』（1940年・マーヴィン・ルロイ監督）、『カサブランカ』（1942年・マイケル・カーティス監督）などが上映されたことを振り返っている。

#### 戦後
太平洋戦争後に映画の最盛期を迎えると、碧南市の他館が邦画を上映する中で、寿々喜座は洋画の専門館として賑わいを見せた。1953年（昭和27年）の碧南市には寿々喜座に加えて、旧新川町域に新盛座と新川キネマが、旧棚尾町域に三栄座があった。寿々喜座は碧南市で最も多い679席の座席を有し、邦画全般を上映していた。
映画最盛期の1960年（昭和35年）の座席数は596席であり、碧南市の5館の中ではもっとも座席数が多かった。この年の碧南市には寿々喜座に加えて、新盛座と浜劇と新川キネマと三栄座があった。寿々喜座と新盛座は東映作品を、三栄座と新川キネマは邦画全般を、浜劇は邦画・洋画問わず上映していた。日本の映画館数は1960年をピークに減少に転じている。蓬莱座としての開館から84年を経た1963年（昭和38年）には寿々喜座も閉館した。現在は寿々喜座の跡地に碧海信用金庫碧南支店が建っている。

## かつて碧南市にあった映画館
| 画像 | 館名       | 所在地         | 営業年        |
| ---- | ---------- | -------------- | ------------- |
|      | 新盛座     | 旧碧海郡新川町 | 1887年-1961年 |
|      | 寿々喜座   | 旧碧海郡大浜町 | 1879年-1963年 |
|      | 浜劇       | 旧碧海郡新川町 | 1958年-1962年 |
|      | 三栄座     | 旧碧海郡棚尾町 | 1897年-1978年 |
|      | 新川キネマ | 旧碧海郡新川町 | 1929年-1978年 |